# Hylaeus scintillus
Hylaeus scintillus är en biart som först beskrevs av Cockerell 1912.  Hylaeus scintillus ingår i släktet citronbin, och familjen korttungebin. Inga underarter finns listade i Catalogue of Life.